# Clemente Vieira
Clemente Vieira (Melres, 1629 — Ponta Delgada, 24 de Setembro de 1692) foi o 16.º bispo da Diocese de Angra, tendo-a governado no período de 1688 a 1692.

## Biografia
D. Frei Clemente Vieira nasceu na então vila minhota e sede do concelho de Melres, hoje concelho de Gondomar, filho de Domingos de Carvalho e de sua mulher Jerónima Malheiro, pessoas nobres ligadas aos Senhores da Quinta dos Loureiros e Casa Grande.
Estudou Teologia na Universidade de Coimbra, ingressando na Ordem dos Frades Eremitas Descalços de Santo Agostinho, sendo assistente no Colégio de Nossa Senhora da Graça de Coimbra.
Distinguindo-se pela sua erudição, em 1673 já era doutorado em Teologia e opositor na Universidade de Coimbra, onde foi, por provisão de 3 de Março de 1684, feito condutário com privilégios de lente.
A 16 de Outubro de 1673 habilitou-se a qualificador do Santo Ofício, cargo para o qual foi nomeado no ano seguinte. Foi também membro do Conselho de Sua Majestade.
Foi apresentado bispo de Angra pelo rei D. Pedro II de Portugal, obtendo a confirmação do Papa Inocêncio XI a 24 de Novembro de 1687.
Foi sagrado bispo por D. João de Sousa, bispo do Porto, com a assistência de dois abades mitrados em cerimónia que se realizou na Sé do Porto em princípios de 1688. Depois de algum tempo de permanência em Lisboa, chegou a Angra a 12 de Outubro de 1688, entrando solenemente na sua diocese.
Com um estilo de governo caracterizado por brandura e suavidade e notável prudência, dedicou-se a visitar as ilhas que compõem a diocese, percorrendo a Terceira, a ilha do Faial e a ilha de São Miguel.
Entre as suas preocupações estava a reforma dos costumes, sob pretexto de escândalo para a religião, tendo proibido fazerem-se, dia e noite, danças e jogos nas casas das pré-casadas e no dia imediato ao baptismo dos filhos primogénitos. Também condenou a falta de compostura nos templos e o hábito de se deixarem bestas nas praças, que acabavam por invadir os adros, como era o caso da Matriz de Vila Franca do Campo, onde algumas vezes entravam na igreja ou na capela da Misericórdia.
No biénio de 1690-1691 foi provedor da Santa Casa da Misericórdia de Angra.
Em visita à ilha de São Miguel, uniu as ouvidorias de Ponta Delgada e da Ribeira Grande numa única, com sede em Ponta Delgada, decisão que o cabido reverteria logo após o seu falecimento.
Faleceu aos 63 anos de idade, a 24 de Setembro de 1692, durante a visita a São Miguel, sendo enterrado na capela-mor do Convento da Graça, da sua ordem, onde se aposentara. Está sepultado na capela mor da profanada igreja da Graça de Ponta Delgada.